# بلو مون أوف كنتاكي
بلو مون أوف كنتاكي هي أغنية كانتري بلحن فالس من تأليف مغني البلوغراس بيل مونرو عام 1946 وسجلها مع فرقته «بلو غراس بويز». تم تسجيل الأغنية من قبل العديد من الفنانين، بما في ذلك إلفيس بريسلي، الذي وضعها على الوجه الثاني لأغنيته «ذاتس أول رايت»، ومنها أتى اسم فريقه «بلو مون بويز». في عام 2003، تم اختيار الأغنية لتتم إضافتها إلى سجل التسجيلات الوطني في مكتبة الكونغرس في الولايات المتحدة.

## التاريخ

### بيل مونرو
كتب بيل مونرو الأغنية في عام 1946، وسجلها على علامة كولومبيا في 16 سبتمبر. وصدرت في أوائل عام 1947. في ذلك الوقت، ضمت فرقة بلوغراس بويز المغني وعازف الجيتار ليستر فلات وعازف البانجو إيرل سكراغز، واللذان شكلا فيما بعد فرقة بلوغراس الخاصة بهما، وهي «فوغي ماونتن بويز». عزف كل من فلات وسكراغز على التسجيل، ولكن بيل مونرو هو من غنى بمفرده على هذه الأغنية.
لاقت الأغنية نجاحًا واسعًا في الولايات المتحدة عام 1947  وأصبحت شعبية للغاية مع عروض البلوغراس والكانتري والروكابيلي. كانت الأغنية محبوبة في غراند أول أوبري؛  غنى كارل بيركنز نسخة سريعة من هذه الأغنية في عروضه الحية الأولى.
في عام 2002، كانت نسخة مونرو واحدة من 50 تسجيلًا اختارتها مكتبة الكونغرس في ذلك العام لتتم إضافتها إلى سجل التسجيلات الوطني، وأدخلت في العام التالي. في عام 2003، صنفها تلفزيون CMT في المركز 11 في قائمته لأفضل 100 أغنية في تاريخ موسيقى الكانتري.

### إلفيس بريسلي
بحث بريسلي عن أغنية أخرى ليصدرها مع أغنيته الأولى «ذاتس أول رايت»  على صن ريكوردز في يوليو 1954، وهو ما قادهم إلى أغنية «بلو مون اوف كنتاكي» عن طريق بيل بلاك. وفقا لكلام سكوتي مور:
بتشجيع من سام فيليبس، غيّر بريسلي ومور وبلاك إيقاع الفالس البطيء الأصلي بتوقيت ¾ إلى لحن بلوز سريع بتوقيع 4/4. ذهل سام فيليبس بالنتيجة. وكما هو الحال مع جميع تسجيلات بريسلي الصادرة عن صن، تم إدراج الفنانين باسم «إلفيس بريسلي وسكوتي وبيل».
أرسل سام فيليبس الأغنية لعدد من مشغلي الأغاني ومقدمي البرامج المحليين، كما قام مشغلو الأغاني في إذاعات البوب الذين انبهروا بهذا الصنف الجديد بإدخال الأغنية بين أغاني مشاهير البوب في ذلك الوقت.
بدأ كلا الجانبين من التسجيل يحققان النجاح ويدخلان القوائم في جنوب الولايات المتحدة. أدخلت مجلة بيلبورد الأغنية في ممفيس فقط، ووصلت للمركز السادس، بينما وصلت أغنية «ذاتس أول رايت» للمركز السابع يوم 9 أكتوبر في قوائم أفضل مبيعات الكانتري الإقليمية. بحلول 23 أكتوبر، دخلت «بلو مون أوف كنتاكي» في العشرة الأوائل في ممفيس وناشفيل ونيو أورليانز، بينما غابت «ذاتس أول رايت» عن القوائم بسرعة.
زعم المغني تشارلي فيذرز، الذي سجل على صن أيضا، أنه هو من توصّل إلى توزيع الأغنية بالشكل الذي استخدمه بريسلي. بينما زعمت مصادر أخرى أن بريسلي هو من وزّع الأغنية.
استخدمت الأغنية لاحقا في مشهد من المسلسل التلفزيوني القصير «إلفيس».

## تسجيلات أخرى
في عام 1954، سجل فريق ستانلي براذرز نسخة من الأغنية باستخدام توزيع بريسلي بتوزيع 4/4 مع آلات بلوغراس تقليدية. بعد ذلك قام بيل مونرو بإعادة تسجيل الأغنية وتنفيذها باستخدام مزيج من النمطين، حيث بدأً الأغنية بالإيقاع الأصلي بتوقيت ¾، ثم يتحول في وسط التسجيل إلى توقيت 4/4 سريع.
سجلت باتسي كلاين الأغنية في عام 1963. تم تسجيل صوت غناء كلاين على الموسيقى التصويرية لفيلم Sweet Dreams الذي يروي سيرتها.
في عام 1991، سجل بول ماكارتني نسخة على ألبوم Unplugged (The Official Bootleg) الذي كان مزيجًا من إصدارات بيل مونرو وإلفيس بريسلي.

## وصلات خارجية
- Bill Monroe original version sample @ cduniverse Click on Track Listing
- Elvis version sample @ cduniverse
- Kentucky's State Bluegrass Song: Blue Moon of Kentucky
- NPR report including various versions
- Library of Congress essay on its addition to the National Recording Registry.
- كلمات الأغنية الكاملة على مترولايركس